# 五計
五計（ごけい）とは、5つの計画（はかりごと）のこと。人生をよりよく生きるための5つの教訓。南宋の官吏・朱新仲（1097－1167）が唱えたものなどがある。

## 朱新仲による五計
- 生計
- 身計
- 家計
- 老計
- 死計

明治時代の書物『芳譚』は、10歳から60歳までの人の人生においてなすべきことに五計がある、とし、次のように説明している。10歳のころは、父母の養いで成り立っているから、父母の教えに背かない（生計)。20歳は身を慎んで、学問、芸、家学を学び、身を立てる計画をすべし(身計)。30～40歳は家庭を営み、保つ計画をすべし(家計)。50歳では、世事に慣れていない子孫のために父親として計画をすべし(老計)。60歳になったら死後のことを計画すべし(死計)。
昭和期の陽明学者・安岡正篤は、この五計をいかに生きるべきか（生計)、いかに社会に対処していくべきか(身計)、いかに家庭を営んでいくべきか(家計)、いかに歳を取るべきか(老計)、いかに死すべきか(死計)と解釈している。

## 『やしない草』による五計
- 一日の計は早朝にあり。
- 一月の計は一日にあり。
- 一年の計は早春にあり。
- 一生の計は若き時にあり。
- 平生の計は家内和順にあり。[3][4]